# 香花石
香花石（シャンファ石、シャンファライト、英語: hsianghualite）とは、カルシウム、リチウム、ベリリウムを含む稀産なテクトケイ酸塩鉱物で、フッ素を伴い、沸石族に属する。
1958年に発見され、中国湖南省の香花嶺鉱山（シャンファーリン鉱山）にちなんで命名された。「香花」は中国語で「香る花」を意味する。

## 特徴
香花石は通常、白色から無色を呈し、その大きさは数ミリ程度である。現在知られている限りでは、2009年のミュンヘンミネラルショーで確認された12mmの結晶が最大であるとされている。

## 産状
香花石は、ベリリウムを含む花崗岩が貫入した、緑と白の縞模様を呈する変成デボン紀石灰岩の淡色帯に見られる金雲母脈の中に産出する 。蛍石やリベル石、金緑石、苦土ターフェ石2N’2Sなどの鉱物と関連する。
また、ユークリプト石と同じ標本中に見られることもしばしばある。

## 産地
現在、香花石は原産地である中国湖南省郴州市臨武県の香花嶺鉱山および隣接する香花鋪鉱山でのみ確認されている。